# Gintaras Savukynas
Gintaras Savukynas (* 18. Februar 1971 in Alytus, Litauische SSR, Sowjetunion) ist ein litauischer Handballtrainer und ehemaliger Handballspieler.

## Spielerlaufbahn

### Verein
Gintaras Savukynas spielte in seiner Heimat für Granitas Kaunas, mit dem er 1991, 1992, 1993, 1994, 1995 und 1996 die litauische Meisterschaft sowie 1990, 1993, 1994, 1995 und 1996 den Pokal gewann. Im Jahr 1996 wurde er an den polnischen Erstligisten Wybrzeże Gdańsk ausgeliehen. Anschließend wechselte der 1,85 m große mittlere Rückraumspieler zum norwegischen Verein Kristiansands IF. In der Spielzeit 1997/98 lief er wieder für Kaunas auf und wurde erneut Meister und Pokalsieger. Daraufhin verpflichtete ihn der isländische Verein UMF Afturelding, mit dem er 1998/99 Meisterschaft, Pokal und Supercup gewann. Im Sommer 2001 wechselte der Spielmacher zum Schweizer Erstligisten TV Zofingen, mit dem er in der Saison 2001/02 die Klasse als Tabellenletzter der Hauptrunde erst in der Abstiegsrunde halten konnte. Anschließend kehrte er nach Litauen zurück, wo er für ein Jahr bei VHC Šviesa spielte. Seine Spielerlaufbahn beendete er 2004 bei ÍF Grótta in Island.

### Nationalmannschaft
Mit der litauischen Nationalmannschaft erreichte er bei der Weltmeisterschaft 1997 den zehnten Platz und bei der Europameisterschaft 1998 den neunten Rang. Insgesamt bestritt er über 69 Länderspiele, in denen er mehr als 276  Tore erzielte.

## Trainerlaufbahn
Zunächst betreute Savukynas den litauischen Verein HC Viking Malt Panevėžys, mit dem er 2005 und 2006 den Pokal gewann. Zusätzlich wurde er Assistenztrainer der Nationalmannschaft. 
2006 übernahm er den isländischen Zweitligisten ÍBV Vestmannaeyja, den er 2007 in die erste Liga führte. 2009 wurde er zum Nationaltrainer Litauens berufen. Von 2010 bis 2012 trainierte er parallel den belarussischen Erstligisten Brest GK Meschkow, mit dem er 2011 den nationalen Pokal errang. Ab 2013 arbeitete er als Trainer und später auch als Sportdirektor für den norwegischen Verein Bergsøy IL Handball. Ab 2016 übernahm Savukynas den finnischen Verein Riihimäki Cocks, mit dem er 2017, 2018 und 2019 die heimische Liga, den Pokal und die Baltic Handball League gewann. Nach der verpassten Meisterschaft 2020 nahm ihn der ukrainische Spitzenklub HK Motor Saporischschja unter Vertrag. Mit Motor wurde er 2021 ukrainischer Meister und Pokalsieger. Nach dem russischen Überfall auf die Ukraine im Februar 2022 nimmt er mit Motor in der Saison 2022/23 außer Konkurrenz an der deutschen 2. Bundesliga teil. Seit 2022 ist er zudem wieder litauischer Nationaltrainer.